# Stazione di Santarcangelo di Romagna
La stazione di Santarcangelo di Romagna è una stazione ferroviaria sulla ferrovia Bologna-Ancona, a servizio della città di Santarcangelo di Romagna.
Sarebbe dovuta essere anche il capolinea settentrionale della ferrovia Subappennina; i cui lavori iniziarono verso la fine del XIX secolo, per essere interrotti, e mai più ripresi, negli anni 1930.

## Impianti e strutture
La stazione è composta di tre binari passanti, tutti dotati di marciapiedi e pensiline e collegati fra loro tramite un sottopassaggio.

## Movimento
La stazione è servita da treni regionali svolti da Trenitalia Tper nell'ambito del contratto di servizio stipulato con la regione Emilia-Romagna.
A novembre 2019, la stazione risultava frequentata da un traffico giornaliero medio di circa 988 persone (467 saliti + 521 discesi).

## Servizi
La stazione è classificata da RFI nella categoria bronze.
La stazione dispone di:
- Parcheggio di scambio
- Sottopassaggio
- Servizi igienici
- Sala di attesa
- Parcheggio bici
- Accessibilità per portatori di handicap
- Ascensori